# Thomas Reid

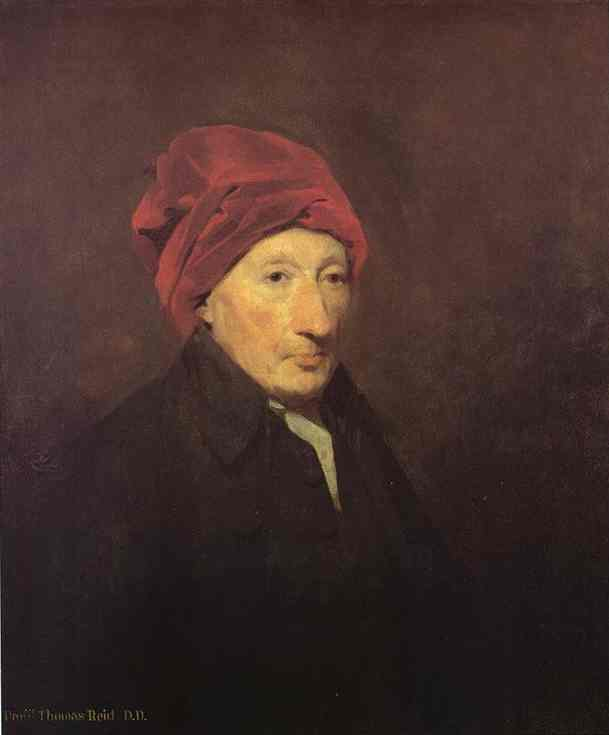
Thomas Reid, Porträt von Sir Henry Raeburn (1796)

Thomas Reid (* 26. April 1710 in Strachan, Kincardineshire, Schottland; † 7. Oktober 1796 in Glasgow, Schottland) war ein schottischer Philosoph und Zeitgenosse David Humes. Er gilt als der Begründer der schottischen Schule der Common-Sense-Philosophie und spielte eine wichtige Rolle in der (schottischen) Aufklärung.

## Leben
Den ersten Teil seines Lebens verbrachte Reid, ein Sohn des presbyterianischen Pfarrers Lewis Reid (1676–1762), in Aberdeen, wo er an der Universität Aberdeen studierte und den Wise Club, einen literarisch-philosophischen Verein, gründete. 1752 bekam er einen Lehrstuhl am King’s College Aberdeen. Dort verfasst er An Inquiry Into the Human Mind on the Principles of Common Sense, das 1764 publiziert wurde. Kurz danach folgte er einem Ruf an die Universität Glasgow, wo er der Nachfolger Adam Smiths wurde. Er wurde 1781 emeritiert. 1783 wurde er zum Mitglied der Royal Society of Edinburgh gewählt.

## Philosophie
Der Aufklärer Reid war der Meinung, dass ein Common Sense (der „gesunde Menschenverstand“) das Fundament jeglicher philosophischer Untersuchungen ist oder zumindest sein sollte. Er widersprach damit den zeitgenössischen idealistischen, ebenfalls aufgeklärten Empiristen David Hume und George Berkeley, die postulierten, dass es außerhalb der menschlichen Wahrnehmungen keine beweisbare Außenwelt gibt. Laut Reid wird uns die Existenz von Materie und Geist vom „Common Sense“ vermittelt, der sich aus der Art, wie wir von Gott erschaffen wurden, ergibt.
Zu seiner Zeit galt Reid als wichtiger als der heute weitaus bekanntere David Hume. Er war ein Vertreter des direkten Realismus (oder Common Sense Realismus) und wies den rationalistischen Ansatz René Descartes’ und den daran anknüpfenden Empirismus John Lockes zurück. Reid bewunderte Hume und bat ihn, seine „Inquiry“ korrekturzulesen.
Seine Theorie des Wissens hatte einen starken Einfluss auf die Theorie der Moral. Falls es die Philosophie schafft, unsere alltäglichen Überzeugungen zu bekräftigen, so müssen wir nach ihnen handeln, da sie ja richtig sind. Seine Moral-Philosophie ist von der Stoa, Thomas von Aquin und der christlichen Lehre geprägt. Er zitierte gerne Cicero, von dem er auch den Terminus sensus communis übernahm.
Sein Ansehen schwand nach (philosophischen) Angriffen von Immanuel Kant und John Stuart Mill, seine Lehre wurde aber weiter besonders in Nordamerika verbreitet und von dem französischen Kulturphilosophen Victor Cousin verteidigt.
Mit Reid beschäftigten sich im 19. Jahrhundert weiterhin William Hamilton, der begann die Werke Reids herauszugeben und William Alston. Zu Beginn des 20. Jahrhunderts bezog sich G. E. Moore, einer der Wegbereiter der analytischen Philosophie, auf Reid und verschaffte seinen Gedanken wieder größere Aufmerksamkeit. Auch die beiden analytischen Philosophen Roderick M. Chisholm und Alvin Plantinga haben sich intensiv mit Reids Werken befasst und einige seiner Auffassungen übernommen.
Die Vorwegnahme phänomenologischen Denkens bei Thomas Reid wird von Lambert Wiesing in Philosophie der Wahrnehmung dargestellt.

## Werke
- Inquiry into the Human Mind on the Principles of Common Sense (Glasgow / London 1764), dt. Thomas Reid’s Untersuchung über den menschlichen Geist, nach den Grundsätzen des gemeinen Menschenverstandes. Aus d. Engl., nach d. 3. Aufl. übers., im Schwickertschen Verlage, Leipzig 1782
- Essays on the Intellectual Powers of Man (1785)
- Essays on the Active Powers of Man (1788)